# Хауге, Оле
О́ле Никола́и Ха́уге (норв. Ole Nicolai Hauge; род. 1968) — норвежский кёрлингист.
В составе смешанной сборной Норвегии участник двух чемпионатов Европы (лучший результат — шестнадцатое место в 2006). В составе смешанной парной сборной Норвегии участник двух чемпионатов мира (лучший результат — двадцать второе место в 2009).
В «классическом» кёрлинге играет в основном на позиции первого.

## Достижения
- Чемпионат Норвегии по кёрлингу среди смешанных команд: золото (2011).

## Команды
| Сезон                                               | Четвёртый           | Третий               | Второй               | Первый              | Запасной                                           | Турниры              |
| --------------------------------------------------- | ------------------- | -------------------- | -------------------- | ------------------- | -------------------------------------------------- | -------------------- |
| 2016—17                                             | Christian Birkeland | Aleksander Birkeland | Morten Moe           | Оле Хауге           |                                                    | ЧНМ 2017 (14 место)  |
| 2016—17                                             | Christian Birkeland | Оле Хауге            | Aleksander Birkeland | Morten Moe          | Tobias Granli                                      |                      |
| 2017—18                                             | Christian Birkeland | Aleksander Birkeland | Tobias Granli        | Оле Хауге           |                                                    | [ 4 ]                |
| 2019—20                                             | Christian Birkeland | Tobias Granli        | Arne Suther          | Оле Хауге           |                                                    | ЧНМ 2020 (13 место)  |
| 2024—25                                             | Christian Birkeland | Kenneth Andersen     | Tobias Granli        | Оле Хауге           | Fredrik Kokvik Pedersen, Alexander Hewitt Johansen | ЧНМ 2025 (10 место)  |
| Кёрлинг среди смешанных команд (mixed curling)      |                     |                      |                      |                     |                                                    |                      |
| 2006—07                                             | Оле Хауге           | Anne Grethe Bremnes  | Finn Pettersen       | Хильде Стенсет      |                                                    | ЧЕСК 2006 (16 место) |
| 2010—11                                             | Оле Хауге           | Хильде Стенсет       | Thomas Moe           | Anne Grethe Bremnes |                                                    | ЧНСК 2011            |
| 2011—12                                             | Оле Хауге           | Хильде Стенсет       | Thomas Moe           | Anne Grethe Bremnes |                                                    | ЧЕСК 2011 (22 место) |
| 2015—16                                             | Thomas Moe          | Хильде Стенсет       | Оле Хауге            | Anne Grethe Bremnes |                                                    | ЧНСК 2016 (6 место)  |
| Кёрлинг среди смешанных пар (mixed doubles curling) |                     |                      |                      |                     |                                                    |                      |
| 2008—09                                             | Хильде Стенсет      | Оле Хауге            |                      |                     |                                                    | ЧМСП 2009 (22 место) |
| 2011—12                                             | Хильде Стенсет      | Оле Хауге            |                      |                     |                                                    | ЧМСП 2012 (25 место) |

(скипы выделены полужирным шрифтом)